# Helene Cronin
Helene Cronin (* in Rockville Centre, New York) ist eine US-amerikanische Singer-Songwriterin.

## Kindheit und Ausbildung
Helene Cronin ist in einer musikalischen und künstlerischen Familie aufgewachsen; sie hat drei Brüder und eine Schwester. Ihr erstes Instrument war im Alter von sechs Jahren das Klavier; mit zwölf Jahren begann sie, sich das Gitarrespielen selbst beizubringen. Als sie ein Kind war, zog die Familie nach Texas.
Musikalisch wird sie in ihrer Jugend beeinflusst von James Taylor, John Denver, Joni Mitchell, Shawn Colvin, den Eagles, Carole King, Mark Cohn und Sting.
An der University of Colorado in Boulder, Colorado, machte sie einen Abschluss in Betriebswirtschaftslehre mit der Ausrichtung Personalwesen und arbeitete danach als Personalreferent und später als Immobilienmakler.

## Karriere

### Bis zum Jahr 2019
Bis zum Jahr 2001 hat Cronin drei zeitgenössische christliche Alben aufgenommen, u. a. Living By Faith (1998) und In The Company Of Angels (2001). In diese Zeit fällt auch die Geburt ihrer zwei Töchter.
Seit dem Jahr 2004 verbringt sie viel Zeit in Nashville, Tennessee, um ihr Songwriter-Handwerk zu verfeinern.
Im Jahr 2010 wurde Cronins Song Lucky Me von ihrer Schwester auf YouTube veröffentlicht und wurde ein Erfolg. Ein Auftritt in der Fernsehshow von Mike Huckabee folgte. Cronins Glaube an sich selbst als Autorin wurde damit erneut bestärkt.
Im Jahr 2012 beschloss sie, sich ausschließlich auf ihre Musik zu konzentrieren und gab ihre Jobs auf. Seit dem folgenden Jahr ist sie mindestens eine Woche pro Monat in Nashville, um dort Konzerte zu geben, zu spielen, Musik aufzunehmen und mit anderen Songwritern Songs für diese und sich selbst zu schreiben. Die Präsenz vor Ort, mit einer Anreise von mehr als tausend Kilometern, ist notwendig, da in der Songwriter-Community von Nashville alles auf Beziehungen basiert.
Cronins nächste Veröffentlichung erfolgte erst im Jahr 2014 mit der EP Restless Heart, der im Jahr darauf die EP Belong to the River folgte. Die Texte beschäftigten sich nun mit Themen des Lebens im Allgemeinen und mit den Problemen, mit denen wir alle konfrontiert sind.
Im Jahr 2018 wurde sie beim renommierten Kerrville Folk Festival zu einem New-Folk-Gewinner erklärt. Es ist das am längsten ununterbrochen stattfindende Musikfestival in den Vereinigten Staaten und zieht innovative Songwriter und Fans aus der ganzen Welt an; die sechs Gewinner werden aus 800 Bewerbern ermittelt.
Im Jahr 2019 begann Cronins Zusammenarbeit mit Matt King als Produzent und es entstand das Album Old Ghosts & Lost Causes mit fünf eigenen Songs und sechs Kooperationen. An den Aufnahmen waren einige hochkarätige Studiomusiker in Nashville wie Kenny Vaughan und Byron House beteiligt sowie der Toningenieur und Grammy-Preisträger Mitch Dane. Für Cronin war es ein großer Schritt, eine Band zu engagieren, ins Studio in Nashville zu gehen und einen kreativen Produzenten zu haben, der das Niveau ihrer Arbeit deutlich angehoben hat. In einem Review wurde Cronin mit Leonard Cohen verglichen.

### Ab dem Jahr 2020
Durch die Auszeichnung in Kerrville und das erfolgreiche Album hatte Cronin zunächst erheblichen Rückenwind für ihre Karriere. Während der COVID-19-Pandemie, als Konzerte kaum möglich waren, konzentrierte sie sich stärker auf das Songwriting und begann, jährlich rund 40 bis 60 Songs zu schreiben. Für das Album Landmarks (2023) hatte sie dann mehr als genügend Songs zur Auswahl. King ermutigte sie auch, mit mehr Biss und Kraft zu singen – sie hatte sich immer für eine ruhige, folkige Sängerin gehalten, und wurde nun ermutigt, ihre Stimme voll einzusetzen. Die Band bestand, bis auf den Schlagzeuger, aus denselben Künstlern wie beim vorausgegangenen Album. Da Cronin nur einen eigenen Song beisteuerte und es elf Co-Autoren gab, verspürte sie das Bedürfnis, wieder alleine zu schreiben. Nach der Fertigstellung des Albums konzentrierte sie sich erneut auf das Schreiben, indem sie sich mit mehreren texanischen Künstlern einer Songwriting-Prompt-Gruppe anschloss, die basierend auf einem Stichwort oder einer Anregung Songs schrieb.
Am Ende des Jahres 2023 erschien Cronins EP Beautiful December mit sechs Liedern rund um das Thema Weihnachten.
Das Album Maybe New Mexico (2025) enthält zwei Songs von Cronin und zehn Kooperationen, wobei Scott Sean White am häufigsten vertreten ist. Die Songs wurden von Cronin sorgfältig nach ihrer Bedeutung für ihre Live-Auftritte und ihrer nachhaltigen Wirkung ausgewählt. Erstmalig ist sie auch auf der Akustikgitarre zu hören.
Die Alben Landmarks und Maybe New Mexico wurden jeweils in Teilen über eine Kickstarter-Kampagne finanziert.
Cronin ist in den Genres Americana, Country, Folk und Rock unterwegs. Ihre Songtexte sind teilweise autobiografisch, ehrlich und authentisch und beginnen alle mit irgendeiner Erfahrung aus dem wirklichen Leben.
Einige ihrer Songs wurden auch von anderen Künstlern interpretiert, so etwa Over Missing You von Cody Johnson.

## Rezeption
John Apice schrieb für Americana Highways, dass Cronin es wert sei, auf dem Radar eines jeden Musikliebhabers zu sein; es gäbe nichts Besseres als einen Song mit einer guten Geschichte, Melodie und Stimme, und Frau Cronin habe den Vorteil von allen dreien.
Jim Hynes schrieb für das Elmore Magazine, dass Cronins grandioses Debüt Old Ghosts & Lost Causes etwas von Gretchen Peters’ düsterer und prägnanter Poesie habe, und das allein solle für Singer-Songwriter-Fans mehr als genug sein, um Cronin ihre Aufmerksamkeit zu schenken.
Stephen Rapid schrieb auf Lonesome Highway, dass Landmarks ein reifes Album mit einer ausgewogenen Balance zwischen der zentralen Stimme, dem Spiel und der ansprechenden Produktion sei; es zeige ein solides Wachstum seit dem Debütalbum und dass Cronin es verdiene, als Herausforderer einiger ihrer bekannteren Zeitgenossen betrachtet zu werden.
Michael Macy schrieb auf Americana UK über Landmarks, dass Cronin eine echte Americana-Stimme habe, den typischen texanischen Dialekt und den Klang von Nashville, und sie würde die richtigen Töne treffen, emotional und musikalisch.
Lee Zimmerman schrieb für das Goldmine Magazine über Maybe New Mexico, dass es Cronins Meisterwerk sein könne, und in Anbetracht der Tatsache, dass sie viel zu lange unter dem Radar operiert habe, solle es ihr endlich die breitere Anerkennung bringen, die sie so entschieden verdienen würde.
Für Robert Christgau ist Maybe New Mexico ein A-, d. h., wer sich auf die Musik einlässt, wird mehr als die Hälfte der Tracks genießen.

## Die Sicht von Helene Cronin
Cronin sagte über sich, dass sie eine Sängerin sei, die Geschichten erzähle und deren Lieder tief in der persönlichen Sichtweise verwurzelt seien, aber dennoch universelle Anziehungskraft haben und echte Emotionen ausstrahlen würden, und sie bekannt sei für ihre klaren Texte und ihre ehrliche Verletzlichkeit. Ihr Genre bezeichnet sie als „Story-Singing“, das Erzählen von Geschichten durch die Lieder, die sie schreibe.
Cronin müsse Lieder schreiben, weil sie es liebe, weil sie keine andere Wahl habe und nicht, weil sie ein bestimmtes Ergebnis oder ein bestimmtes Maß an Erfolg erwarte. Ihre Definition von Erfolg sei es, mit Menschen in Kontakt zu kommen, das Feedback zu bekommen, dass das, was sie tue, für jemanden einen Unterschied machen würde; wenn sie vor Leuten stehe und ihnen etwas zum Nachdenken, Weinen, Lachen, Tanzen oder Wiederhören geben würde.
Zu ihrem Song Rifleman meinte sie, dass ihre persönliche Geschichte dahinter ihr nicht mehr gehöre, sondern die Leute ihre Geschichte hineininterpretieren würden, und das sei der größte Erfolg, den man sich für einen Song wünschen können; dass er heilsam sein könne, dass jemand Trost oder Verständnis darin finden könne.
Cronin sagte, sie habe sich mit Dingen auseinandergesetzt, die schwierig waren, und habe sich mit dem Schmerz auseinandergesetzt, und das habe sie erwachsen werden lassen, auch als Künstler.
Trotz ihres kurvenreichen Weges sei sie stolz darauf, dass sie nie aufgegeben habe; ein großer Gewinn sei der Respekt, den sie in ihrem Freundeskreis von Co-Autoren und Künstlern erfahren würde; und die andere Belohnung sei, dass viele jungen Künstlerinnen sie für eine Inspiration hielten.

## Persönliches
Cronin lebt mit ihrem Mann in Dallas, Texas. Sie hat zwei Töchter.

## Diskografie (Auswahl)
- Living By Faith (1998)
- In The Company Of Angels (2001)
- Restless Heart (EP, 2014)
- Belong to the River (EP, 2015)
- Old Ghosts & Lost Causes (2019)
- Landmarks (2023)
- Beautiful December (EP, 2023)
- Maybe New Mexico (2025)